# Dysganus
Genre
Espèce
Dysganus est un genre hypothétique de dinosaures cératopsiens du Crétacé supérieur retrouvé au Montana, États-Unis.
Il comprend les espèces Dysganus encaustus, D. bicarinatus, D. peiganus et D. haydenianus, chacune constituées à partir d'une ou de quelques dents et toutes décrites par Edward Drinker Cope en 1876. L'espèce-type est D. encaustus, dont les restes ont été retrouvés dans la  formation de Judith River.
De nouvelles analyses des dents rendent le genre nomen dubium.
Dysganus a d'abord été classé chez les Hadrosauridae. Il aurait vécu dans le même environnement que Palaeoscincus (en), Cionodon, Diclonius et Monoclonius.